# Joel Godoy
Joel Godoy (Salto, 20 de febrero de 2005) es un futbolista argentino. Juega como lateral izquierdo y su equipo actual es Sarmiento, de la Primera División de Argentina.

## Trayectoria

### Sarmiento
Al iniciar la temporada 2025 comenzó jugando en la reserva de Sarmiento. Dos situaciones puntuales (la lesión de Gabriel Díaz y el apartamiento de Yair Arismendi) hicieron no solo que firmara contrato sino también que debutara en Primera esa misma semana, el 15 de marzo frente a Talleres.

## Selección nacional

### Sub-20
En mayo de 2025 fue convocado por Diego Placente a la selección de fútbol sub-20 de Argentina, para disputar amistosos internacionales.

## Estadísticas

### Clubes
Actualizado al último partido disputado el 3 de mayo de 2025.
| Club                | Div.                | Temporada           | Liga | Liga | Copa Nacional | Copa Nacional | Copa Internacional | Copa Internacional | Total | Total |
| Club                | Div.                | Temporada           | PJ   | G    | PJ            | G             | PJ                 | G                  | PJ    | G     |
| ------------------- | ------------------- | ------------------- | ---- | ---- | ------------- | ------------- | ------------------ | ------------------ | ----- | ----- |
| Sarmiento Argentina |                     |                     |      |      |               |               |                    |                    |       |       |
| 1.ª                 | 2025                | 7                   | 0    | 1    | 0             | 0             | 0                  | 8                  | 0     |       |
| Total               | Total               | 7                   | 0    | 1    | 0             | 0             | 0                  | 8                  | 0     |       |
| Total en su carrera | Total en su carrera | Total en su carrera | 7    | 0    | 1             | 0             | 0                  | 0                  | 8     | 0     |